# Crypticerya natalensis
Crypticerya natalensis är en insektsart som först beskrevs av Douglas 1888.  Crypticerya natalensis ingår i släktet Crypticerya och familjen pärlsköldlöss. Inga underarter finns listade i Catalogue of Life.